# Sinobrachyops placenticephalus
Il sinobrachiope (Sinobrachyops placenticephalus) è un anfibio estinto, appartenente ai temnospondili. Visse nel Giurassico medio (Batoniano, circa 167milioni di anni fa) e i suoi resti fossili sono stati ritrovati in Cina.

## Descrizione
Conosciuto per un cranio completo e per le mandibole incomplete, questo animale doveva essere molto simile ad altri anfibi del Triassico-Giurassico noti come brachiopoidi. Come tutti gli appartenenti a questo gruppo, anche Sinobrachyops possedeva un cranio piatto e arrotondato, con grandi orbite poste lateralmente e un muso estremamente corto. Le ossa dermiche del cranio, fittamente ornate da un reticolo di sottili creste, erano percorse da solchi della linea laterale nella zona sopra le orbite e tra lo jugale e lo squamoso. Il processo cultriforme del parasfenoide era gracile e allungato, e superava anteriormente le vacuità interpterigoidee. Queste ultime (aperture tipiche nel palato di molti temnospondili) erano eccezionalmente grandi rispetto alle forme simili. Sul palato erano presenti grandi zanne appaiate, molto più grandi dei denti posti lungo il margine delle mascelle e delle mandibole. I denti premascellari, tuttavia, erano un po' più lunghi di quelli mascellari. Un'altra caratteristica unica di Sinobrachyops era data dalle narici estremamente ravvicinate, che nella regione esterna andavano a confluire in un'unica apertura sul cranio. Rispetto agli altri brachiopoidi noti, sembra che Sinobrachyops fosse molto più piccolo: il cranio superava di poco i 10 centimetri di lunghezza.

## Classificazione
Sinobrachyops placenticephalus venne descritto per la prima volta nel 1985, sulla base di un cranio con mandibole associate, ritrovato nella zona di Dashanpu (Contea di Zigong, Provincia di Sichuan, Cina). Sinobrachyops appartiene ai brachiopoidi, un gruppo di anfibi dal cranio appiattito e dal corpo specializzato per la vita acquatica. In particolare, sembra che Sinobrachyops fosse un rappresentante della famiglia Brachyopidae, il cui rappresentante tipico era Brachyops del Triassico inferiore. Sinobrachyops è uno degli ultimi temnospondili noti; l'unico più recente è il gigantesco Koolasuchus, della fine del Cretaceo inferiore dell'Australia. 

## Paleoecologia
Sinobrachyops, come tutti i suoi stretti parenti, doveva essere un predatore fluviale, che attendeva le sue prede sul fondale per poi compiere rapidi movimenti aprendo di scatto le mascelle.